# 蒂龍 (紐約州)
蒂龍（英語：Tyrone）是一個位於美國紐約州斯凱勒縣的鎮。

## 人口
根據2020年美國人口普查的數據，蒂龍的面積為102.64平方千米，當中陸地面積為96.60平方千米，而水域面積為6.04平方千米。當地共有人口1650人，而人口密度為每平方千米16人。